# Деспот (герб)
Деспот (Deszpot, Despot, Zenowic, Зенович, Zieniewicz) – шляхетський герб сербського чи волоського походження, що використовувався в Речі Посполитій.

## Опис герба
Опис з використанням принципів блазонування, запропонованих Альфредом Знамієровським: 
| „ | В червоному полі, золоте півкільце баром вгору. Над ним золотий лицарський хрест. | " |

У клейноді ворон з обручкою в дзьобі.

## Історія
Перший раз герб з'являється в письмових джерелах XVI століття в Herbach rycerstwa polskiego Бартоша Папроцького і Orbis Polonus Шимона Окольського, а також у Хроніці Марціна Бєльського. Не збереглися з цього періоду кольори герба, а герб там під ім'ям Зєнович (Zienowic). Реконструкція кольору з'являється Каспера Несецького.

## Роди
Тадеуш Гайль перераховує такі гербові роди:
Деспоти (Despot), Дешпоти (Deszpot), Кіборти (Kibort), Кієки (Kijek), Кієк-Кострженські (Kijek-Kostrzeński), Кострені (Kostrzeń), Костренські (Kostrzeński), Костринські (Kostrzyński), Лопатинські (Łopatyński), Младановичі (Mładanowicz), Зейновичі (Zejnowicz), Зеневичі (Zieniewicz), Зеновичі (Zienowicz), Жиневи (Żyniew).